# 冯延
冯延（1962年4月—），女，汉族，甘肃榆中人，中华人民共和国政治人物。1989年2月加入中国共产党，1984年7月参加工作。副总警监警衔。
1984年从兰州大学历史系毕业，后进入甘肃省公安厅工作。2008年8月任甘肃省公安厅政治部主任、机关党委书记。2011年4月调任河南省公安厅副厅长，2013年12月兼任政治部主任。2015年9月，进入公安部任公安部人事训练局局长。2019年7月，任公安部政治部副主任。2020年9月，升任公安部政治部主任，2023年3月卸任。